# Santa Catarina (brazilska savezna država)
Santa Catarina je jedna od 26 brazilskih država, s najvišim životnim standardom u zemlji. Površinski je malo veća od Mađarske. Nalazi se na jugu zemlje, glavni grad je Florianópolis, koji se nalazi na otoku Santa Catarina, po kojem je i država dobila ime. Florianópolis, iako je glavni grad nije i najveći, nego je to Joinville.
Santa Catarina, s juga graniči s Rio Grande do Sul, a na sjeveru s brazilskom državom Paraná. Na zapadu ove države se nalazi argentinska pokrajina Misiones, dok je na istoku zapljuskuje Atlantski ocean. Obala Santa Catarine je dugačka kao pola obale Portugala.
Ova je država poznata kao najeuropskija država u Brazilu, jer preko 90% stanovništva čine potomci portugalskih, njemačkih i talijanskih imigranata. Također, u pitanju je država s najboljim socijalnim statusom u Brazilu i jednim od najvećih prosječnih dohodaka po glavi stanovnika. Država također ima i najniži mortalitet od oko 18 umrlih na 1000 stanovnika, kao i drugi najveći postotak pismenih (odmah iza Rio de Janeira).

## Povijest

### Dolazak Europljana
Obale današnje države su posjećivali europski moreplovci od početka 1500. godine. Tvrdnje da je prvi na ovom području bio Binot Paulmier de Gonneville, se u zadnje vrijeme osporavaju. Ipak ostaju zapisane činjenice da je de Gonneville boravio na sjevernom dijelu obale Santa Catarine dugih 6 mjeseci, godine 1504. Sljedeći Europljanin je bio Portugalac Nuno Manuel e Cristóvão de Haro, koji je prolazeći ovuda, današnji otok Santa Catarina, nazvao ilha dos Patos (otok pataka). Sljedeće godine, Juan Díaz de Solís je prošao ovuda u potrazi za srebrom (Argentum), koga je u izobilju bilo, južnije od Santa Catarine, u Argentini.
U prvim godinama istraživanja ovog područja nemirno more i negostoljubiva obala je bila razlog mnogih brodoloma. Prilikom svakog brodoloma, mornari su dolazili u kontakt s domorocima, koji su ih uvijek dobro primili. Iz ovih susreta se razvila i trgovina i prvi Brazilci, miješanih rasa. Ostalo je zapisano da su brodolomci, po povratku u Europu, opisivali život domorodaca. Domoroci su prvenstveno živjeli od lova i ribolova, izrađujući razne predmete od kamena i drveta, najčešće u duhovne svrhe. Ovi predmeti, koje su prvi brodoloci donijeli iz Brazila, bili su prvi brazilski suveniri.

### Španjolske ekspedicije
Neke španjolske ekspedicije, u potrazi za srebrom, su ostajale na području ove države. Španjolski admiral, Don Rodrigo de Acuña je, 1525. godine, na otoku Santa Catarina, ostavio dio svoje posade kako bi podigli kamp. Ovaj je kamp, vremenom, postao mjesto na kojem su se španjolski brodovi mogli dopuniti vodom i namirnicama, na putu za Argentinu. 1541. godine, Španjolci su se odvažili i prvi put napustili otok, i uputili se ne kopno, u potrazi za novim putem u Paragvaj. Imajući uvijek na umu da ovo područje uzme pod svoje, španjolska kruna, je imenujući Juana Sanabriju za guvernera Paragvaja, tražila od njega da kolonizira i područje srebrne rijeke, Rio Prato, i luku São Francisco, u današnjoj Santa Catarini.

### Portugalska okupacija
Portugalci se u ovom području pojavljuju prvo kao jezuitski svećenici, koji su prvenstveno dolazili s ciljem pokrštavanja domorodaca. Iskrenost i istrajnost ovih jezuita je od početka bila upitna, a čitav posao je propao već u 17. stoljeću, kada su jezuiti odustali od pokršavanja. Podjelom Brazila na nasljedne kapetanije, današnja država Santa Catarina, zajedno s dijelovima države Paraná, bila je u sastavu kapetanije Santana. Ova kapetanija je data portugalskom istraživaču Pero Lopes de Sousi. U isto vrijeme, španjolska kruna je polagala pravo na veći dio ove kapetanije.

### Izgradnja obale
1640. godine, Manuel Lourenço de Andrade, Portugalac, iz mjesta São Vicente, podigao je vilu na obali, i preselio se u nju sa svojom obitelji. Na ovom mjestu je nastalo mjesto, a kasnije i luka São Francisco do Sul. 1675. godine još jedan paulista, Francisco Dias Velho, preselio se na područje Santa Catarine, točnije na otok koje se do tada zvalo otok Pataka. Po jednoj priči, Francisco Dias je kumovao današnjem imenu otoka, Santa Catarina. Catarina je bilo ime njegove kćeri, a Santa je, prema priči, dodao kako ne bi drugi primijetili da je dao ime otoku po svojoj kćeri! S druge strane, također postoji priča, da je otoku kumovao izvjesni Sebastião Caboto, koji je ime otoku dao u čast svoje supruzi Catarini. Također je imao isti razlog dodati ispred imena Catarina, ime Santa, kao i Francisco Dias. U svakom slučaju, otok se danas zove Santa Catarina.
Prvenstveno, na otoku su se bavili lovom, ribolovom i uzgojem šećerne trske. Također je bila popularna i potraga za zlatom, pa se na otoku nalazi nekoliko propalih rudnika zlata iz tog doba. Otočani su poznati po tome što su zarobili jednu piratsku flotu, i sve njihovo blago, zajedno s piratima, isporučili vlastima. Njihov vođa je bio onaj isti Francisco Dias Velho. Pirati su ovo zapamtili, i iskoristili prvu priliku za osvetu nad mještanima. Francisco Dias je izgubio život, mjesto je napušteno, a Franciscova obitelj se vratila u São Vicente. Ostalo je samo ime otoka: Santa Catarina.
Laguna je bilo treće mjesto na obali Santa Catarine koje su u prvom naletu naseljavali. Još jedan stanovnik države São Paolo, Domingos de Brito Peixoto, je 1676. godine organizirao naseljavanje područja oko današnjeg grada Laguna. Stanovnici su se najviše bavili lovom, poljoprivredom i ribolovom. Početkom 18. stoljeća iz Lagune su postojale stalne izvozne rute ribe u Santos i Rio de Janeiro.

### Prva polovica 18. stoljeća
Laguna, je početkom 18. stoljeća, postala ekskluzivna brazilska luka na jugu, naročito, kada je 1728. godine Sao Paulu pripojen i Rio Grande do Sul. Zlatne godine u povijesti ove države se poklapaju s početkom vladavine guvernera José da Silva Paisa, koji 1726. godine na otoku Santa Catarina osniva naselje Nossa Senhora do Desterro, današnji Florianópolis. Prve vojne snage su na otok došle 1737. godine, a dvije godine kasnije, dolazi i novi guverner, general Silva Pais, kojeg zbog uniforme i građe, građani, a i vojnici ubrzo prozivaju zeleni trbuh.
Povećavanjem portugalskih interesa na jugu Brazila, povećavala se i izgradnja na jugu, kako civilna, tako i vojna. U oba slučaja malo selo i luka, Laguna, je viđena kao odlična strateška točka. U ovo vrijeme, teritorij Santa Catarine koja je bila u sastavu Brazila, bila je pod nadležnošću dvije kapetanije: i São Paula i Rio de Janeira. Iako su to pravdali lakšom administracijom, u pitanju je bila potreba da se što više vojnika pošalje na jug Brazila, kako bi se što lakše izvršila ekspanzija na teritorije oko rijeke Rio Grande. S ciljem povećanja i ljudskih, civilnih, resursa, od 1748. do 1756. godine, svi imigranti u Brazilu su bili raspoređivani na jug, na teritoriju današnje države Santa Catarina.

### Druga polovica 18. stoljeća
Iako je obala do druge polovine 18. stoljeća bila prilično dobro istražena i izgrađena, unutrašnjost nije nikako istraživana, još od 16. stoljeća, kada su Španjolci pokušavali pronaći kraći put do Paragvaja. Ovo je postala misija za Don Luísa Antónija de Sousa Botelho Mourão, prvorođenog sina kapetana nasljedne kapetanije São Paolo. Velika stada stoke iz São Paula morala su imati i veliku ispašu, a također su morala putovati kopnom. Don Luís je u teritoriju današnje države Rio Grande do Sul uvidio velike površine za ispašu, a i velika pojila, tako da su se ubrzo pojavile i prve rute stada stoke od Sao Paula do Rio Grande do Sula, kroz unutrašnjost države Santa Catarine. Usprkos protestima španjolske strane 1775. godine podignuto je prvo naselje u unutrašnjosti Santa Catarine, na granici s današnjim Rio Grande do Sulom. Ove naseobine su se koristile kao stanice za odmor goniča stoke, a vremenom su postale nukleusi novih gradova u unutrašnjosti Santa Catarine. Kako, zbog planinskih masiva nisu imali kontakta s obalom, onda su se mjesta prvenstveno vezala za gradove kao što su Curitiba i São Paulo, razvijajući i nove trgovačke rute, također i pomičući granice portugalskog carstva.
Izbijanjem rata između Portugala i Španjolske, 1777. godine, portugalska vojska i mornarica, iako brojnija, povukla se s ovog područja, pa je čitav dio do mjesta Laguna, pao pod španjolsku vlast, bez ispaljenog metka. Španjolci su se zaustavili pred Lagunom jer je ona jedina pružila otpor. U pitanju je bio otpor civila iz mjesta, a ne organiziran vojni otpor. Već iduće godine, Portugalci su povratili sve izgubljene teritorije, uključujući i otok Santa Catarina.
Ovaj kraj je živio isključivo od poljoprivrede i trgovinskih povlastica, koje je davala portugalska Kruna. Njegova je prednost bila jedino u tome što je portugalski imperij u 18. stoljeću imao interese širenja na jug. Po završetku rata, Portugal je, ukinuvši trgovinske povlastice u ovom dijelu svojeg imperija, otvorila novo poglavlje u povijesti Santa Catarine. Počelo je doba stagniranja.

### Neovisnost
Pripajanjem mjesta Lages i okolne visoravni Serrano, 1820. godine, pravnoj nadležnosti otoka Santa Catarina, stvorili su se svi uvjeti da ovo područje postane neovisno od Sao Paula. Po proglašenju Brazilskog Carstva, viđeniji ljudi iz Santa Catarine, apelirali su kod cara da Santa Catarina postane posebna federalna jedinica. Zbog upravnog kaosa, provincija je nazadovala. U razdoblju od 6 godina promijenjeno je sedamnaest guvernera. 

Za vrijeme vlasti guvernera Francisca de Albuquerquea Mela, u provinciji je počelo organizirano doseljavanje njemačkih imigranata. 

1831. godine, iste godine kada je Pedro I. abdicirao, u Santa Catarini su pokrenute prve novine.

### Republika Juliana
Revolucionarni pokret, koji je zahvatio cijelu regiju Santa Catarine, sve do regije Rio Grande do Sul, počeo je kao odgovor na sve lošiji život u ovom dijelu Brazila. Pobuna je počela 24. lipnja 1839. godine i trajala je do 15. studenog, iste godine. Republika Juliana je nastala u srpnju u mjestu Laguna. Jedan od istaknutijih revolucionara u ovom pokretu bio je i ligurijski mornar i revolucionar, Giuseppe Garibaldi, koji se pri proglašenju republike, vjenčao s Anom Marijom de Jesus Ribeiro. Pobuna je bila mirno ugušena. Već je početkom 1840. godine pobuna izgubila na intenzitetu, a 1845., već potpuno mirna provincija, je dočekala cara Pedra II. i caricu Terezu Kristinu.
Od 1850. do 1859. Santa Catarinom je upravljao João José Coutinho, koji je pokazao velike administrativne vještine i interes za obrazovanjem i kulturom. Doseljavanje imigranata je počelo bizi sve intenzivnije ovih godina, ali ni blizu nije dosegnulo svoj vrhunac. U ovo doba su nastajali današnji najveći gradovi Santa Catarine. 1849. osnovan je Joinville, sljedeće godine, Blumenau, a 1860. i Brusque.

### Kraj Brazilskog Carstva
1870-ih godina provincija je imala oko 160 tisuća stanovnika u preko dvadeset gradova, a po proglašenju republike, broj stanovnika je porastao do 200 tisuća. Sela i gradovi su uglavnom stagnirali, baveći se primarnim granama industrije bez mogućnosti većeg prosperiteta. Guverneri, koji su vladali provincijom, su također kočili razvoj provincije, jačajući centralnu vlast u njoj.
Santa Catarina je uvijek imala mali broj robova, a maksimum je dosegnut 1857. godine, kada ih je bilo oko 18 tisuća. Ovo je uvjetovalo da Brazilci, afričkog porijekla, nikada ne budu u značajnijem broju u Santa Catarini. Bez obzira na mali broj robova, Santa Catarina je imala jednu od najjačih abolicijskih kampanja za oslobađanje robova. Pokret je izdavao i svoje novine, a u njemu su bili i mnogi viđeniji ljudi i bivši robovlasnici, koji su u znak podrške pokretu prvi oslobodili svoje robove. 24. ožujka 1888. godine, objavljeno je da u glavnom gradu provincije, nema niti jednog roba.

### Doseljavanje imigranata
U provinciji, zemlja nije smatrana za vrijednu, od strane centralne vlasti i moćnih ljudi, čiji se interes za bogaćenjem i jačanjem moći fokusirao na urbane aktivnosti. Zemljoradnja nije bila na cijeni na zemlji koja nije bila na cijeni. Međutim, zemlja koja nije bila državno-politički prioritet, postala je dobra za doseljenike. Država je čak, podržavala naseljavanje imigranata u ove dijelove Brazila iz više razloga. Počeci velikog vala doseljavanja su bili još 1829. godine kada se doselilo prvih 166 Nijemaca iz okoline Bremena.
Izbjeglice iz Europe, prvenstveno Nijemci i Talijani, su dolazili u Santa Catarinu, tokom cijelog 19. stoljeća. Većina ih se utopila u lokalnu zajednicu, međutim, usamljenije i udaljenije zajednice, kreirale su okruženje karakteristično za predjele iz kojih su dolazili. Prva veća ovakva zajednica, okupljena oko doktora Hermanna Blumenaua, naselila se, krajem 1859. godine, u dolini rijeke Itajaí-Açu, osnivajući današnji grad Blumenau. Dvadeset godine kasnije, naselje je već imalo 6 tisuća stanovnika. Na sjeveru provincije, društvo doseljenika iz Hamburga, osniva Joinville, koji poslije 10 godina ima 3 tisuće stanovnika. Mjesto je imalo status nezavisne komune, u kojoj su svi doseljenici mogli uživati slobode koje su sa sobom donijeli u Brazil, uključujući i ispovjedanje svoje vjere i obrazovanje na svom jeziku.
U naseljima na jugu provincije, u dolini rijeke Tubarao, nastale su najveća talijanska naselja, koje su se bavile uzgojem vinove loze i proizvodnjom vina, a kasnija istraživanja u rudarstvu i otvaranje rudnika postalo je važan faktor u ekonomiji provincije.

## Zemljopis

### Upravno-zemljopisna podjela
Država je podijeljena na 6 regija:
1. Grande Florianópolis
2. Norte Catarinense
3. Oeste Catarinense
4. Serrana
5. Sul Catarinense
6. Vale do Itajaí

unutar kojih se nalazi 20 mikroregija s 293 općine i 6 metropola.

### Položaj
Država ima značajan strateški položaj, naročito kada je u pitanju trgovina. Država se nalazi, praktično na pola puta od Buenos Airesa i Rio de Janeira. Geografski gledano, država je smještena od 25º57'41 " do 29º23'55" južne paralele i od 48º19'37 " do 53º50'00" zemljopisne dužine, zapadno od Greenwicha.

### Klima
Za razliku od ostalih dijelova Brazila, na planinama Santa Catarine moguće je vidjeti snijeg. Također, godišnja doba su prilično izdefinirana. Čitava država, ipak ima dvije različite klimatske varijacije, jednu u predjelima ispod 800 metara nadmorske visine i drugu iznad 800 metara nadmorske visine. Na višim platoima države ljeta su prohladna, a zime oštre, dok su na nižim nadmorskim visinama ljeta mnogo toplija i suša. Kiše ima tokom cijele godine, sa smanjenim padalinama tokom zime. Na južnim, visoravnima se nalaze najhladnije točke u Brazilu, u kojima je zabilježena temperatura i ispod -17 stupnjeva.

### Geologija
Zemljište Santa Catarine je jedno od najbogatijih u Brazilu, ali ipak nije u potpunosti kultivirana. Santa Catarina je treća po zalihama gline i druga po zalihama fosilnih goriva u Brazilu. Zahvaljujući svemu ovome, ova je država jedna od najprosperitetnijih u Brazilu.

## Etničke skupine
- 92% bijelci
  - njemačkog porijekla (35%);
  - talijanskog porijekla (30%);
  - portugalskog porijekla (22%);
  - 5% ostali Europljani (Poljaci, Rusi, Norvežani, itd...)
- 8% ostali

### Indijanci
Domorodačka indijanska plemena pripadaju jezičnim grupama Caingangan, Botocudo i Tupian: Bituruna, Botocudo, Gualatxí, Guanãná, Guarani, Guarani Mbiá ili Mbyá, Caingang ili  Kaingáng (na Terra Indígena Xapecó), Karijó, Patos, Pinaré, Xokleng (Aweikoma).

## Općine (municípios)
Santa Catarina se sastoji od 293 općina: Abdon Batista; Abelardo Luz; Agrolândia; Agronômica; Água Doce; Águas de Chapecó; Águas Frias; Águas Mornas; Alfredo Wagner; Alto Bela Vista; Anchieta; Angelina; Anita Garibaldi; Anitápolis; Antônio Carlos; Apiúna; Arabutã; Araquari; Araranguá; Armazém; Arroio Trinta; Arvoredo; Ascurra; Atalanta; Aurora; Balneário Arroio do Silva; Balneário Barra do Sul; Balneário Camboriú; Balneário Gaivota; Bandeirante; Barra Bonita; Barra Velha; Bela Vista do Toldo; Belmonte; Benedito Novo; Biguaçu; Blumenau; Bocaina do Sul; Bom Jardim da Serra; Bom Jesus; Bom Jesus do Oeste; Bom Retiro; Bombinhas; Botuverá; Braço do Norte; Braço do Trombudo; Brunópolis; Brusque; Caçador; Caibi; Calmon; Camboriú; Campo Alegre; Campo Belo do Sul; Campo Erê; Campos Novos; Canelinha; Canoinhas; Capão Alto; Capinzal; Capivari de Baixo; Catanduvas; Caxambu do Sul; Celso Ramos; Cerro Negro; Chapadão do Lageado; Chapecó; Cocal do Sul; Concórdia; Cordilheira Alta; Coronel Freitas; Coronel Martins; Correia Pinto; Corupá; Criciúma; Cunha Porã; Cunhataí; Curitibanos; Descanso; Dionísio Cerqueira; Dona Emma; Doutor Pedrinho; Entre Rios; Ermo; Erval Velho; Faxinal dos Guedes; Flor do Sertão; Florianópolis; Formosa do Sul; Forquilhinha; Fraiburgo; Frei Rogério; Galvão; Garopaba; Garuva; Gaspar; Governador Celso Ramos; Grão Pará; Gravatal; Guabiruba; Guaraciaba; Guaramirim; Guarujá do Sul; Guatambú; Herval d’Oeste; Ibiam; Ibicaré; Ibirama; Içara; Ilhota; Imaruí; Imbituba; Imbuia; Indaial; Iomerê; Ipira; Iporã do Oeste; Ipuaçu; Ipumirim; Iraceminha; Irani; Irati; Irineópolis; Itá; Itaiópolis; Itajaí; Itapema; Itapiranga; Itapoá; Ituporanga; Jaborá; Jacinto Machado; Jaguaruna; Jaraguá do Sul; Jardinópolis; Joaçaba; Joinville; José Boiteux; Jupiá; Lacerdópolis; Lages; Laguna; Lajeado Grande; Laurentino; Lauro Muller; Lebon Régis; Leoberto Leal; Lindóia do Sul; Lontras; Luiz Alves; Luzerna; Macieira; Mafra; Major Gercino; Major Vieira; Maracajá; Maravilha; Marema; Massaranduba; Matos Costa; Meleiro; Mirim Doce; Modelo; Mondaí; Monte Carlo; Monte Castelo; Morro da Fumaça; Morro Grande; Navegantes; Nova Erechim; Nova Itaberaba; Nova Trento; Nova Venez; Novo Horizonte; Orleans; Otacílio Costa; Ouro; Ouro Verde; Paial; Painel; Palhoça; Palma Sola; Palmeira; Palmitos; Papanduva; Paraíso; Passo de Torres; Passos Maia; Paulo Lopes; Pedras Grandes; Penha; Peritiba; Petrolândia; Piçarras; Pinhalzinho; Pinheiro Preto; Piratuba; Planalto Alegre; Pomerode; Ponte Alta; Ponte Alta do Norte; Ponte Serrada; Porto Belo; Porto União; Pouso Redondo; Praia Grande; Presidente Castelo Branco; Presidente Getúlio; Presidente Nereu; Princesa; Quilombo; Rancho Queimado; Rio das Antas; Rio do Campo; Rio do Oeste; Rio do Sul; Rio dos Cedros; Rio Fortuna; Rio Negrinho; Rio Rufino; Riqueza; Rodeio; Romelândia; Salete; Saltinho; Salto Veloso; Sangão; Santa Cecília; Santa Helena; Santa Rosa de Lima; Santa Rosa do Sul; Santa Terezinha; Santa Terezinha do Progresso; Santiago do Sul; Santo Amaro da Imperatriz; São Bento do Sul; São Bernardino; São Bonifácio; São Carlos; São Cristóvão do Sul; São Domingos; São Francisco do Sul; São João Batista; São João do Itaperiú; São João do Oeste; São João do Sul; São Joaquim; São José; São José do Cedro; São José do Cerrito; São Lourenço do Oeste; São Ludgero; São Martinho; São Miguel da Boa Vista; São Miguel do Oeste; São Pedro de Alcântara; Saudades; Schroeder; Seara; Serra Alta; Siderópolis; Sombrio; Sul Brasil; Taió; Tangará; Tigrinhos; Tijucas; Timbé do Sul; Timbó; Timbó Grande; Três Barras; Treviso; Treze de Maio; Treze Tílias; Trombudo Central; Tubarão; Tunápolis; Turvo; União do Oeste; Urubici; Urupema; Urussanga; Vargeão; Vargem; Vargem Bonita; Vidal Ramos; Videira; Vitor Meireles; Witmarsum; Xanxerê; Xavantina; Xaxim; Zortéa.

## Vanjske poveznice
- (port.)Službena stranica vlade Santa Catarine
- (port.)(engl.)(šp.)Turistička stranica Santa Catarine  Arhivirana inačica izvorne stranice od 21. studenoga 2008. (Wayback Machine)
- (port.)(engl.)(šp.)(fr.)(njem.)(tal.)(rus.)Vodič kroz Santa Catarinu  Arhivirana inačica izvorne stranice od 21. studenoga 2008. (Wayback Machine)